# Diana y Acteón (Lucas Cranach el Viejo)
Diana y Acteón es un óleo de hacia 1540 del pintor renacentista alemán Lucas Cranach el Viejo.
El tema de la pintura fue tomado de Las Metamorfosis de Ovidio. La historia cuenta que Acteón, un día estando de caza, sorprende a la diosa Diana y sus acompañantes mientras se bañan en lo profundo del bosque. Este acto enfurece a la diosa de la caza, que convierte a Acteón en un ciervo que luego es destrozado por sus propios perros.

## Descripción de la imagen
Cranach presentó la trama de forma clásica, aunque en la escena capturó tres eventos sucesivos. Representa el momento en que Diana desnuda, al notar al cazador Acteón, le salpica agua y al mismo tiempo lanza su amenaza. Acteón comienza a transformarse en ciervo. La metamorfosis ya está a mitad de camino. Los perros que originalmente lo acompañaban se abalanzan sobre él, lo que a su vez será la causa de su muerte. La mayor parte del espacio de la pintura está ocupado por un estanque con figuras femeninas desnudas que se muestran en diferentes poses y desde diferentes perspectivas. Parece que la trama de Diana y Acteón es solo un pretexto para un estudio de cuerpos femeninos desnudos. Hay una escena de caza al fondo. Los ciervos huyen de los sabuesos y el cazador tocando el cuerno galopa detrás de ellos en un caballo blanco. Una ciudad sobre la escarpada colina se ve en el horizonte.